# Bodenwiese

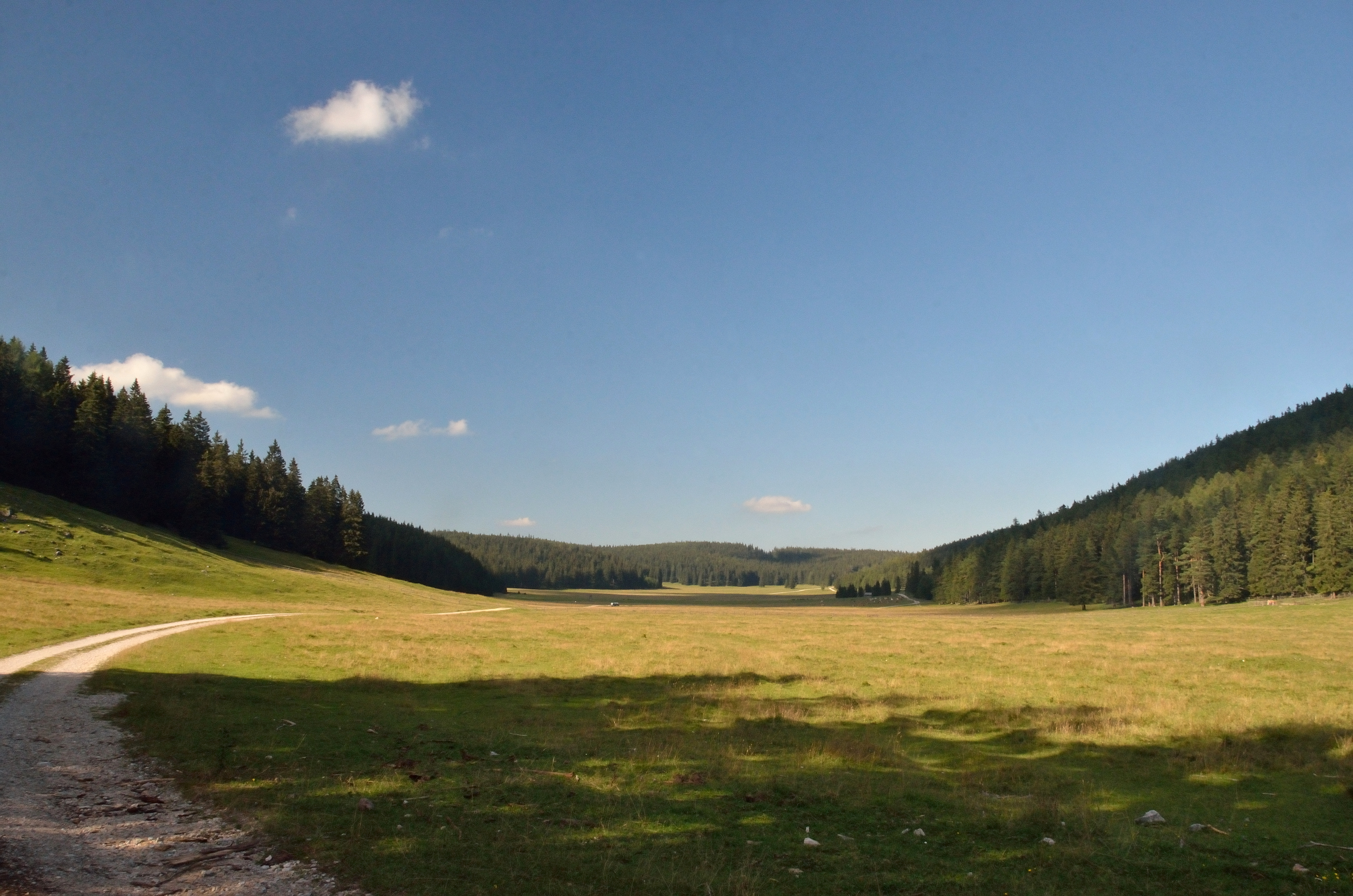
Bodenwiese Blickrichtung Norden

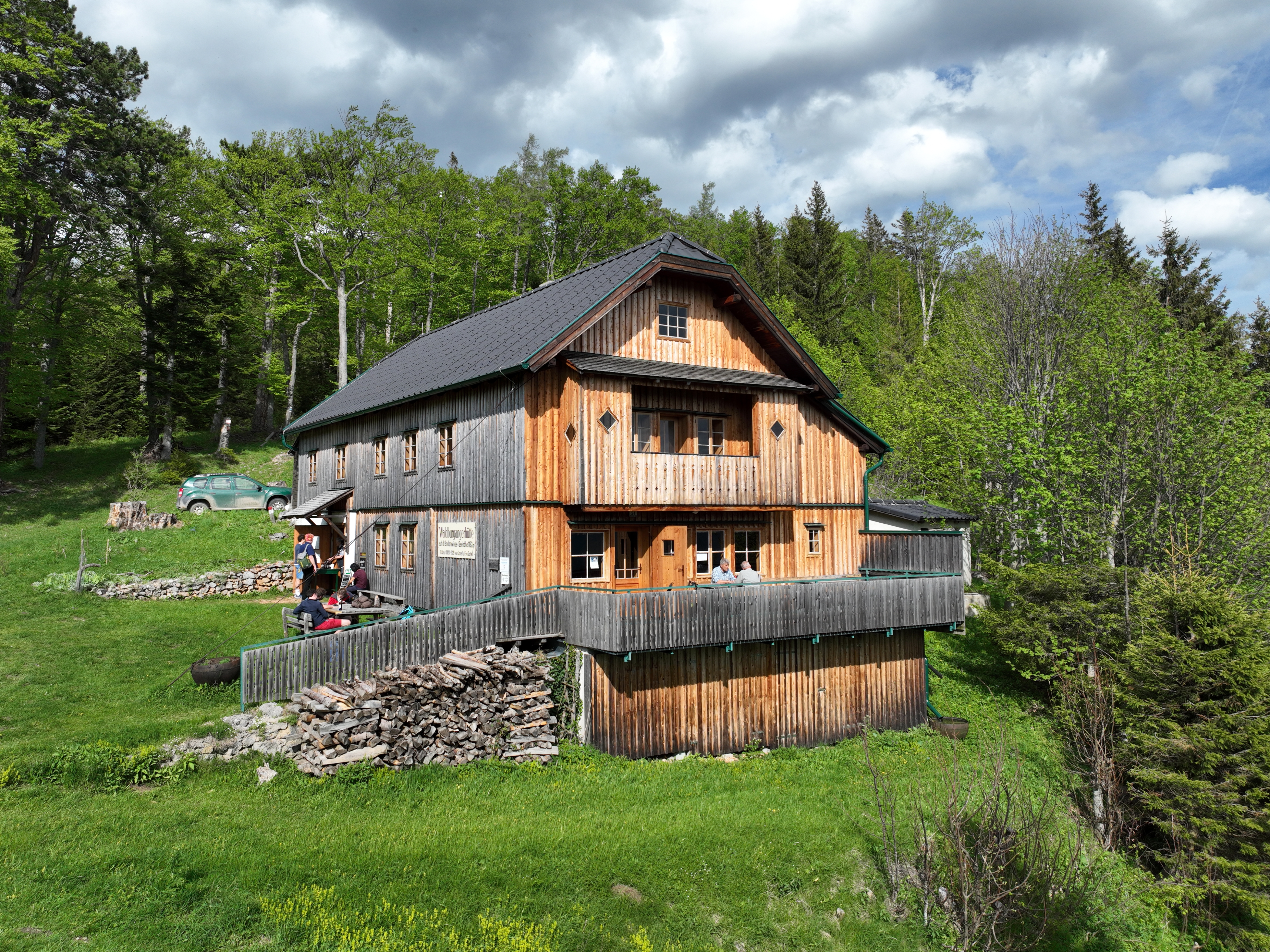
Waldburgangerhütte am südlichen Ende der Bodenwiese

Die Bodenwiese ist eine ausgedehnte Waldlichtung in der Gemeinde Bürg-Vöstenhof im Bezirk Neunkirchen in Niederösterreich. 
Sie befindet sich westlich von Bürg und Vöstenhof im Gahns, einem großen Bergplateau südöstlich des Schneeberges, wobei die Bodenwiese das Plateau in Nord-Süd-Richtung erschließt und mit einer Fläche von 97 Hektar zugleich die größte Almwiese Niederösterreichs ist. Am Südende der Wiese befindet sich die Waldburgangerhütte. 
Zwischen Juli und September 1944 waren auf der Bodenwiese ungarische Juden einquartiert und zur Zwangsarbeit angehalten. In dieser Zeit setzten sie Forststraßen instand. Nach Abschluss der Arbeiten wurden sie in das Lager Stixenstein verlegt.